# Форт Кристина

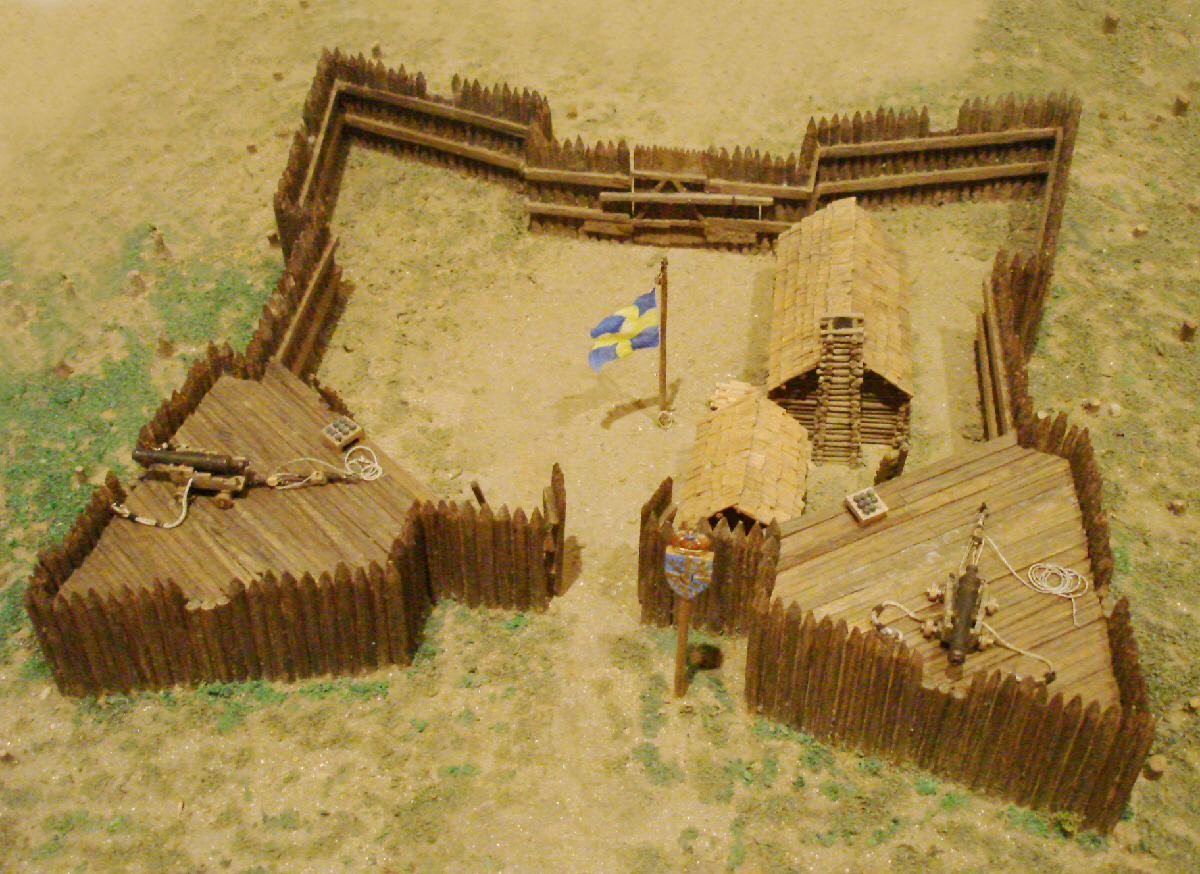
Модель Форта Кристины, Американо-шведский исторический музей.

Новая Швеция

Форт Кристина (швед. Fort Kristina; англ. Fort Christina) — первое шведское поселение, основанное в 1638 году в устье рек Кристина и Делавэр в ходе шведской колонизации Америки, в 1638—1655 годах — столица Новой Швеции.
Поселение было названо в честь королевы Кристины (1626—1689). Основным населением форта на позднейших этапах его существования были финны из подвластных Швеции финских земель.

## История
Форт был основан в 1638 году Петером Минёйтом для защиты новой колонии. В 1645 и 1655 годах он был укреплён губернаторами Юханом Принцем и Юханом Рисингом. В сентябре 1655 года форт подвергся осаде голландцев. После того, как они установили для его обстрела четыре артиллерийские батареи, Рисинг был вынужден сдаться.
Голландцы переименовали форт в форт Алтену. Потерянная шведами Новая Швеция на какое-то время вошла в состав голландских владений в Северной Америке (Новые Нидерланды) со столицей в городе Новый Амстердам (современный Нью-Йорк). В 1664 году она вместе с остальными голландскими владениями была захвачена Англией. В 1681 году форт вошёл в состав современного североамериканского штата Делавэр. В настоящее время форт находится в крупнейшем городе штата — Уилмингтоне.